# رافيق باباييف
رافيق فرزي أغلو بباييف (بالأذربيجانية: Rafiq Fərzi oğlu Babayev) ملحن أذربيجاني، فنان الشعب في جمهورية أذربيجان (1993).

## حياته و إبداعاته
ولد رافيق باباييف في 31 مارس، عام 1936، في مدينة باكو، في أسرة فرزي بباييف. 
بدأ رافيق دراسته في مدرسة موسيقى رقم 160، في عام 1943، و أنشاء رباعي الجاز الأول في هذه المدرسة.
في عام 1950، تخرج من هذه المدرسة و دخل إلى فئة البيانو في مدرسة موسيقى إسمه عاسف زينلي.
بجانب تعليمه في مدرسة، و عمل كمدير الموسيقى لطاقم من الآلات الشعبية. 
أصبح طاقم رفيق باباييف الحائز على جائزة في مهرجان الجاز الدولي في تالين، في في عام 1967.
تم منح رافيق بباييف على لقب فنان شعب أذربيجان، في عام 1993.
رافيق بباييف مؤلف أغنية مشهورة «وداع» (Əlvida) 
توفي رافيق بباييف خلال هجوم إرهابي الذي نظمته الخدمات الخاصة الأرمنية في ميترو باكو في 19 مارس، عام 1994.

## جوائز
- فنان حائز على لقب الجدارة في جمهورية أذربيجان الاشتراكية السوفيتية

## أسرته
- زوجة- فريدة باباييفا- موسيقية
- ابنة- فريزة باباييفا- موسيقية
- ابنة- جولارة باباييفا- موسيقية

## وصلات الخريجية
- https://www.youtube.com/watch?v=O40pCXj3MUc
- https://video.azertag.az/ru/video/62001

## روابط خارجية
- رافيق باباييف على موقع IMDb (الإنجليزية)
- رافيق باباييف على موقع ميوزك برينز (الإنجليزية)
- رافيق باباييف على موقع ديسكوغز (الإنجليزية)
- رافيق باباييف على موقع قاعدة بيانات الفيلم (الإنجليزية)